# Цигіє Гебреселама
Цігіє Гебреселама (англ. Tsigie Gebreselama, 30 вересня 2000) — ефіопська легкоатлетка, яка спеціалізується в бігу на середні та довгі дистанції, бронзова призерка чемпіонату світу 2018 року серед юніорів у бігу на 3000 метрів.

## Основні міжнародні виступи
| Рік                | Змагання                      | Місто              | Місце              | Дисципліна         | Примітки           |
| Виступи за Ефіопія | Виступи за Ефіопія            | Виступи за Ефіопія | Виступи за Ефіопія | Виступи за Ефіопія | Виступи за Ефіопія |
| ------------------ | ----------------------------- | ------------------ | ------------------ | ------------------ | ------------------ |
| 2018               | Чемпіонат світу серед юніорів | Тампере            | 3                  | 3000 метрів        | [ 1 ]              |